# Ben Weinreb
Benjamin ”Ben” Weinreb, född 5 februari 1912 i Halifax i England, död 3 april 1999 i Wookey, var en brittisk bokhandlare och historiker. Tillsammans med författaren och historikern Christopher Hibbert sammanställde han uppslagsverket The London Encyclopaedia som utgavs 1983.